# Île Seymour Nord
L'île Seymour Nord, en espagnol Isla Seymour Norte, est une île inhabitée d'Équateur située dans l'archipel des Galápagos.
Le nom Seymour fait référence à l'amiral de la Royal Navy Sir George Seymour.

## Conservation et restauration

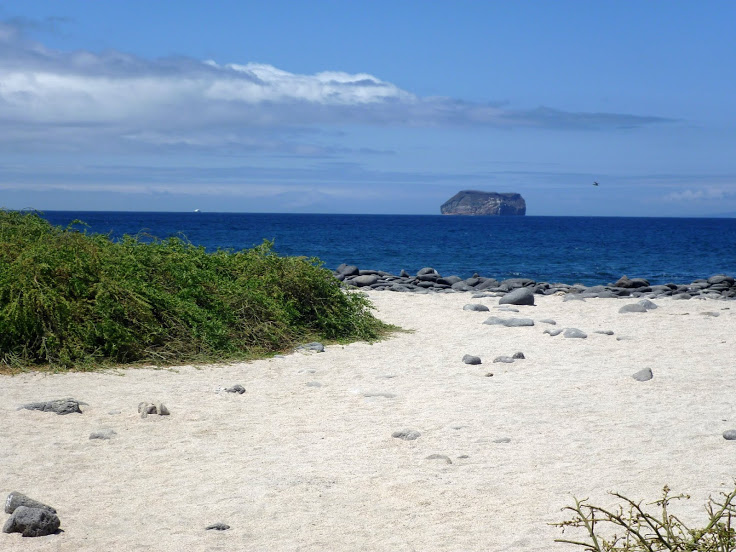
Plage de l'île Seymour Nord, avec à l'horizon l'île Daphne Menor.

La Direction du Parc national des Galápagos et de Island Conservation a réintroduit 1 436 iguanes terrestre des Galápagos (Conolophus subcristatus) sur l'île de Santiago le 4 janvier 2019. Ils en avaient disparu depuis 180 ans. Les partenaires ont réintroduit les iguanes terrestres dans le but de restaurer la santé écologique de l'île et d'offrir la possibilité à cette espèce d'iguanes d'y prospérer. Les iguanes terrestres provenaient de l'île de Seymour Nord, où ils avaient été introduits dans les années 1930. Leur population avait dépassé la barre des 5 000 individus et ils faisaient face à un manque de nourriture. Charles Darwin fut la deuxième personne à relever la présence d'iguanes terrestres vivants sur l'île Santiago en 1835. Abel-Nicolas Bergasse du Petit-Thouars fut le dernier, en 1838,,,,,.
Le 12 janvier 2019, la direction du parc national des Galápagos et Island Conservation ont utilisé des drones pour éradiquer les rats envahissants de l'île. C'est la première fois qu'une telle approche a été utilisée sur des vertébrés à l'état sauvage. L'opération a visé à éliminer les rats noirs (Rattus rattus) et les rats bruns (Rattus norvegicus) qui ont un impact négatif sur les espèces indigènes. On s'attend à ce que cette innovation ouvre la voie à une éradication plus économique des espèces envahissantes à l'avenir sur les petites et moyennes îles,,,.